# Юфемия ли Британия
Юфемия ли Британия (яп. ユーフェミア・リ・ブリタニア Ю:фэмиа ри Буританиа) — персонаж аниме Code Geass студии Sunrise. Юфемия — Третья Принцесса Британской Королевской семьи, а также единокровная сестра главного героя и антигероя аниме Лелуша Ламперужа. Кроме того, девушка развивает романтические отношения с Судзаку Куруруги, рыцарем из Японии. Персонажа озвучивает Оми Минами.
Помимо аниме-сериала Code Geass, Юфемия появляется в других произведениях, связанных с франшизой: оригинальных видео-анимациях (OVA), манге и мюзикле, в котором её играет актёр-мужчина Сюн Миками. Персонаж получил преймущественно положительные отзывы критиков: рецензенты хвалили её внешность, личность и отношения с Судзаку, а её смерть считается одним из самых трагичных моментов в аниме.

## Характеристика
Юфемия ли Британия — Третья Принцесса Британской Королевской семьи, правящей Священной Британской империей. Юфемия также является единокровной сестрой Лелуша ви Британии и той, о которой он больше всего заботится после Наналли; Лелуш даже однажды признался Юфемии, что она была его «первой любовью». У персонажа длинные розовые волосы, уложенные двумя пучками по бокам головы. Она носит бело-розовое платье с колье в виде розы. Юфемия милая, добрая и сострадательная девушка, презирающая конфликты в любой форме. В отличие от многих своих братьев и сестёр, она очень оптимистичный человек, относящийся ко всем с уважением. В аниме персонажа озвучивает Оми Минами.

## Биография

### Первый сезон
Юфемия впервые появилась в пятой серии первого сезона аниме. Девушка случайно встретила японского военнослужащего Судзаку, который поймал её после прыжка из окна. Судзаку не знал, что она принцесса, и вместе они провели целый день, гуляя по Зоне 11 (Япония), включая пострадавший от войны район Синдзюку. Вскоре после встречи с ним девушка раскрывает Судзаку свою личность и причину, по которой она находится в Зоне 11: стать заместителем генерал-губернатора Корнелии, старшей сестры Юфемии. Когда принцесса вместе с группой туристов была взята в заложники террористической организацией «Фронт освобождения Японии», Юфемия пытается использовать свой статус, чтобы освободить других заложников. Позже повстанец Лелуш Ламперуж, в образе Зеро, вместе с Орденом Чёрных рыцарей (другой террористической организацией) освобождает заложников, и воссоиденяется с Юфемией (являющейся ему единокровной сестрой). Хотя он направляет на неё пистолет, Лелуш решает не убивать её.
Корнелия, обеспокоенная безопасностью Юфемии, уговаривает свою младшую сестру выбрать рыцаря-телохранителя. Разрешив конфликт между своими идеалами и советом Корнелии, Юфемия выбирает Судзаку Куруруги своим телохранителем. Со временем у этих двоих развиваются романтические чувства, и они искренне влюбляются друг в друга. Юфемия «приказывает» Судзаку любить её, обещая взамен любить его. Позже, на таинственном острове под названием Каминэ, принцесса провела день вместе с Лелушем, где они вспоминали прошлое. Юфемия, ранее разгадав истинную личность Зеро, убеждает его снять маску, обещая сохранить альтер-эго брата в секрете.
Вернувшись на материк, желая помочь Зеро и подарить японцам право называться японцами и хоть какую-то свободу, Юфемия объявляет в прямом эфире о своем намерении сформировать Специальный Административный Район Японии вокруг горы Фудзиямы — первый автономный район в Священной Британской империи, и управлять им вместе с Зеро. Фактически добивается поставленной задачи. Во время церемонии смены администрации между Юфемией и Лелушем завязывается разговор в ходе которого Зеро сообщает, что он может заставит её даже перебить всех японцев, и в этот самый момент Гиасс Лелуша, навязывающий полное подчинение, выходит из-под контроля. Результатом стала резня, в которой погибло более 1 миллиона японцев. После этого Лелуш вынужден застрелить Юфемию, чтобы положить конец хаосу, и взять ситуацию в свои руки, чтобы смерть сестры была ненапрасной. Позже Судзаку приносит Юфемию на плавучий линкор «Авалон» для экстренного лечения. Последними словами Юфемии, освободившейся от влияния Гиасса, был вопрос о том, как прошла церемония открытия автономного округа. Судзаку солгал ей, сказав что у неё всё получилось. Юфемия умерла с улыбкой на губах.

### Второй сезон
Смерть Юфемии влияет на действия других персонажей на протяжении всего второго сезона аниме. Судзаку становится эмоционально нестабильным и преследует Зеро, которого он винит в смерти возлюбленной. Действия Судзаку мотивированны его воспоминаниями о Юфемии; он называет её «незаменимой женщиной» и носит с собой перо, которое она подарила ему на память. Корнелия отказывается от своей должности генерал-губернатора Зоны 11, чтобы очистить имя сестры. Сводная сестра Юфемии, Нанелли, ставшая новым генерал-губернатором Зоны 11, решает продолжить дело погибшей принцессы и восстановить Специальный Административный Район Японии.
Также выяснилось, что Британия официально объявила Юфемию ответственной за бойню, и что она была лишена своего королевского статуса и казнена Британской армией. После инцидента она стала известна широкой японской публике как «Кровавая принцесса». Однако, когда Лелуш становится императором Британии ближе к концу аниме, он объясняет Судзаку, что намерен пролить достаточно крови чтобы имя «Кровавой принцессы» было забыто. В этом отношении Лелуш успешен; следуя своему плану «Реквием по Зеро», он устанавлиет деспотичный режим. В итоге вся ненависть, изначально сосредоточенная на Юфемии, перенаправляется на Лелуша, делая её мученицей, а не козлом отпущения.

## В других произведениях

### Манга
Юфемия появляется в манга-адаптации Code Geass, сюжетная линия которой представляет некоторые изменения в истории персонажа, например посещение Академии Эшфорд в течение трех дней перед становлением заместителем генерал-губернатора Зоны 11, впоследствии чего она обнаруживает, что Лелуш и Наналли живы. Юфемия также играет главную роль в манге Code Geass: Nightmare of Nunnally, в которой она успешно создаёт Специальный Административный Район и получает поддержку Шести Домов Киото. Ближе к концу данной манги Юфемия становится 99-й Императрицей Священной Британской империи.

### Другое
В оригинальной видео-анимации Code Geass: Nunnally in Wonderland, в которой адаптируются «Алиса в стране чудес» и «Алиса в Зазеркалье», Юфемия берёт на себя роль Белой Королевы. Сюн Миками сыграл Юфемию в мужском мюзикле Code Geass: Lelouch of the Rebellion -A Prelude Dedicated to the Sorceror-, который проходил в Токио с июня по июль 2012 года.

## Критика и популярность

### Популярность
Популярность Юфемии сделала её частым объектом косплея. В опросе от Crunchyroll, проведённом в августе 2012 года, Юфемия заняла 8-е место в категории «Самая трагичная героиня». В октябре 2016 года Юфемия вместе с Корнелией заняла 9-е место в рейтинге «10 лучших сестёр в аниме» по версии Crunchyroll. В феврале 2016 года Юфемия и Судзаку заняли 1-е место среди 13 лучших пар в аниме по версии IGN.

### Критика
Девин Нили из Comic Book Resources (CBR) заявил, что из всех персонажей, превосходящих Лелуша в интеллектуальном плане, Юфемия — единственная, кто борется с его жёсткой логикой с помощью идеализма. Джулиана Фаилде из CBR отметила, что Юфемия желает лишь распространить мир и любовь по всей Японии, и при этом охотно содействует этому. Что касается персонажа, Фаилде написала: «Она просто хотела, чтобы другие люди достигли своих целей, чтобы сделать мир лучше». Жасмин Венегас из CBR отметила, что Юфемия — добрая душа, считающая, что есть лучшие способы решения проблем, чем борьба. Шон Кубильяс из того же ресурса считал Юфемию одним из самых добрых персонажей в аниме.
Патрик Сатер из Screen Rant писал: «[Юфемия] твёрдо верит в универсальные права человека и не смотрит свысока на людей другой национальности. Юфемия чрезвычайно проницательна и обладает высокими навыками дедуктивного мышления. Её способность видеть большую картину говорит о её креативности и интеллекте, а также о готовности решать проблемы даже перед лицом непреодолимых препятствий». Ритвик Митра из Screen Rant похвалил Юфемию как одного из самых добрых и благонамеренных персонажей во всей франшизе Code Geass. Рэмси Ислер из IGN прокомментировал, что «смерть [Юфемии] - действительно самая печальная вещь в аниме. Она была таким благородным персонажем, возможно, самым благородным в серии, и она умирает рядом со своим возлюбленным Судзаку». Ислер также похвалил английскую актрису озвучивания Юфемии Мишель Рафф, сказав, что она «отлично изображает детскую невинность, даже когда её персонаж вынужден совершить убийство».